# Здание Малого драматического театра
Здание Малого драматического театра (дом М. А. Жевержеевой по Троицкой улице, фабрика серебряных и бронзовых изделий) — памятник архитектуры. Расположен в Санкт-Петербурге, современный адрес дома — улица Рубинштейна, 18.

## Описание
Здание фабрики серебряных и бронзовых изделий С. Ф. Верховцева (позднее — И. А. Жевержеева) было построено в 1872 году по проекту В. Ф. фон Геккера. Соседний участок занимал доходный дом семьи Жевержеевых, и в начале 1900-х годов построивший его А. И. фон Гоген спроектировал ещё один дом в стиле модерн, проект которого был опубликован в журнале «Зодчий» № 14 за 1904 год. Реализован этот проект не был.
В 1911 году здание фабрики было перестроено для Театра миниатюр А. М. Фокина. Это одноэтажное лаконичное здание, стоящее вплотную к соседним зданиям. Входы акцентированы щипцом и стилизованными маскаронами на широких пилястрах-лопатках. Антаблемент над входом упрощённый, переходящий в козырёк, под которым располагались танцующие женские фигуры в квадрате — эмблемы театра. В середине и у основания щипца были украшены висячими фонарями на металлических кронштейнах (позднее утраченными).
Зал «в чуть модернизированном стиле empire» был рассчитан на 350—400 человек. Живопись и фрески были выполнены в светлых тонах, освещение было электрическим из углублений потолка, кресла для всех посетителей были одинаковой конструкции, аванзал был отделён от буфета трельяжем с цветами.
Зал и сцену оформляли ионические пилястры с облицовкой из розового искусственного мрамора, на плафоне перекрытия был сделан лепной орнамент и медальоны-камеи с античными фигурами на тёмном фоне; такие же камеи повторялись на высокой падуге, окаймляя на продольной и поперечной осях зала фрески в прямоугольных рамах.
С 1918 года здание занимало Товарищество работников сцены, с середины 1920-х — кинотеатр «Баба-яга», затем — театр «Кривое зеркало», с 1930-х годов — Театр-студия С. Радлова. До Великой Отечественной войны в здании базировался Колхозно-совхозный передвижной театр П. Гайдебурова, после войны здание снова стало кинотеатром, с 1956 года его получил Областной Малый драматический театр.
В 1974—1976 годах прошла реконструкция, при которой вместимость зала была увеличена с 384 до 475 мест. Был добавлен балкон. От исходного оформления остались люстра, основные скульптурные тяги, карниз и колонны портала сцены.

## Галерея
- Нереализованный проект А. И. фон Гогена

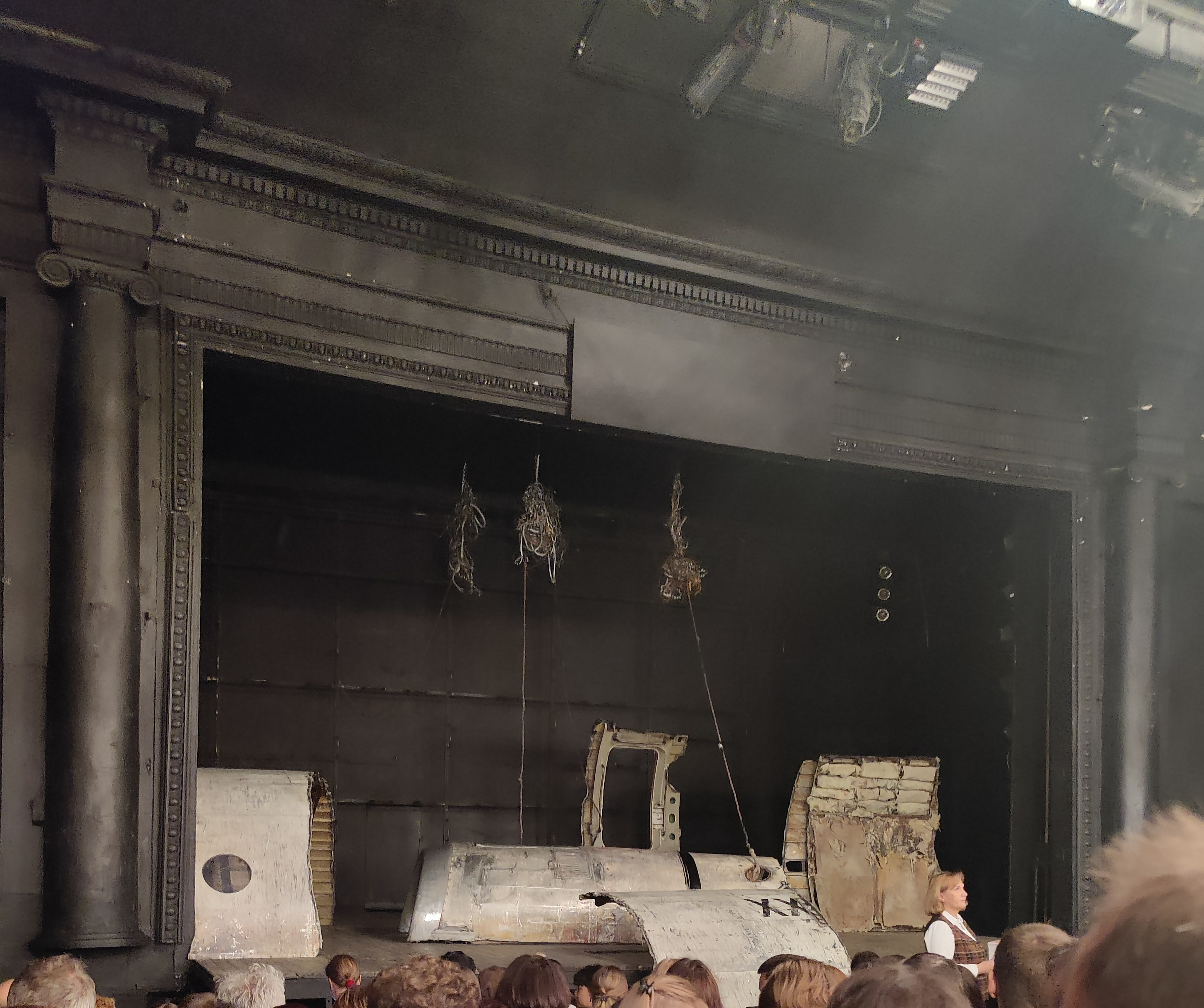
Оформление портала сцены на 2022 год (декорации — «Повелитель мух» в постановке Льва Додина)